# 迪金遜 (阿拉巴馬州)
迪金遜（英語：Dickinson）是一個位於美國阿拉巴馬州克拉克縣的非建制地區。該地的面積和人口皆未知。

## 地理
迪金遜的座標為31°45′47″N 87°42′36″W / 31.763°N 87.71°W，而該地最高點為海拔高度68米（即223英尺）。

## 知名人物
- 湯姆·富蘭克林（英语：Tom Franklin (author)）：犯罪小說作家。